# ملكة كلينيامت

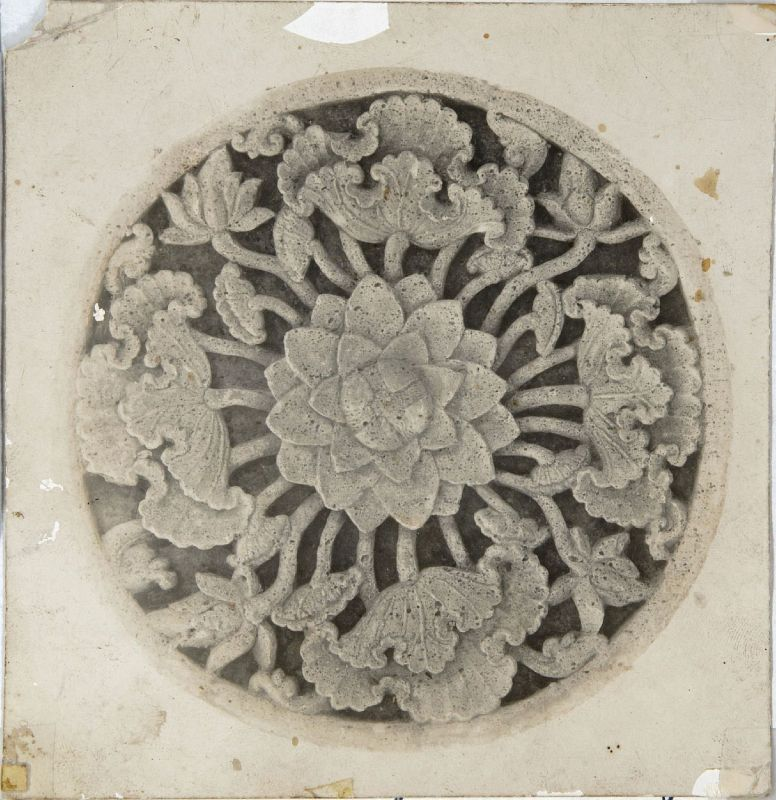
نقش على قبر ملكة كالينيامات في مسجد مانتنجان

كانت ملكة كالينيامات (توفيت عام 1579) ابنة ملك ديماك ترينجانا التي كانت بوباتي (وصيًا) على جيبارا. وهي معروفة بين البرتغاليين بأنها امرأة شجاعة.

## أصل أميرة وملكة كالينيامات
كان الاسم الحقيقي لملكة كالينيامات هو ريتنا كنشانا ابنة السلطان ترينجانا، سلطان ديماك (1521-1546). في سن المراهقة تزوجت من أمير كالينيامات السلطان هادليرين.
جاء أمير كالينيامات من خارج جاوة. هناك روايات مختلفة عن أصله. يطلق سكان جيبارا على اسمه الحقيقي وين تانغ، وهو تاجر صيني تعرض لحادث في البحر. تقطعت به السبل على ساحل جيبارا، ثم درس مع سونن قدوس.
رواية أخرى تقول، وين تانغ يأتي من آتشيه. اسمه الحقيقي هو أمير طويب بن السلطان محياة شاه ملك آتشيه (1514-1528). سافر طويب إلى الصين وأصبح الابن بالتبني لوزير يدعى تجي هويو جوان Tjie Hwio Gwan. الاسم وين تانغ Win-tang هو التهجئة الجاوية لـ تجي بن ثانغ Tjie Bin Thang، الاسم الجديد لـ طويب.
انتقل وين تانغ ووالده بالتبني لاحقًا إلى جاوة. هناك، أسس وين تانغ قرية كالينيامات، التي تقع حاليًا في مقاطعة كالينياماتان الصغيرة بمنطقة جيبارا، حتى عُرف أيضًا باسم أمير كالينيامات. تمكن من الزواج من ريتنا كنشانا، ابنة سلطان ديماك، حتى لُقبت زوجته فيما بعد بملكة كالينيامات. منذ ذلك الحين، أصبح أمير كالينيامات عضوًا في عائلة ديماك الملكية وحصل على لقب أمير هاديري.
حكم أمير وملكة كالينيامات معًا في جيبارا. تم تعيين Tjie Hwio Gwan، الأب بالتبني، حاكمًا بلقب Sungging Badar Duwung، الذي قام أيضًا بتدريس فن النحت لشعب جيبارا.

## وفاة أمير كالينيامات
في عام 1549، قُتل سونن براواتا، رابع ملوك ديماك، على يد مبعوث أريا بينانغسانغ، ابن عمه الذي أصبح دوق جيبانغ. وجدت ملكة كالينامات أن خنجر كياي بيتوك الذي ينتمي إلى سونن قدوس عالق في جثة أخيه. لذلك، ذهب أمير وملكة كالينيامات إلى قدوس لطلب تفسير.
كان سونن قدوس من أنصار آريا بينانغسانغ في الصراع على العرش بعد وفاة الملك ترينجانا (1546). جاءت ملكة كالينيامات للمطالبة بالعدالة لمقتل شقيقها. أوضح سونن قدوس أنه عندما كان صغيراً، قتل سونن براواتا أمير سوروويوتو الملقب سيكار سيدا ليبين، والد آريا بينانغسانغ، لذلك من الطبيعي أن يحصل الآن على ما يستحقه.
شعرت ملكة كالينيامات بخيبة أمل من موقف سنن قدوس. اختارت هي وزوجها العودة إلى جيبارا. في الطريق، هاجمهم رجال آريا بينانغسانغ. ومات أمير كالينيامات.
وفقا للقصة. بعد ذلك، حملت جثة أمير كالينيامات، واصلت ملكة كالينيامات رحلتها حتى وصلت إلى النهر وجعل الدم الذي جاء من جثة أمير كالينيامات مياه النهر أرجوانية، ثم عُرفت المنطقة باسم كالي ونجو (Kali wungu=النهر الأورجواني). سارت بجثته متوجهة غربا.

## هجوم ملكة كالينيامات الأول على البرتغال
أصبحت ملكة كالينيامات مرة أخرى وصية على جيبارا. بعد وفاة آريا بينانغسانغ في عام 1554، أصبحت مناطق ديماك وجيبارا وجيبانغ تابعة لباجانغ، بقيادة الملك هاديويجايا. ومع ذلك، لا يزال هاديويجايا يعامل ملكة كالينيامات على أنها شخصية بارزة محترمة.
كانت ملكة كالينيامات، مثل الوصي السابق لجيبارا (باتي أونوس)، معادية للبرتغال. في عام 1550 أرسل 4000 جندي من جيبارا في 40 سفينة لتلبية طلب سلطان جوهر لتحرير ملقا من الحكم الأوروبي.
ثم انضمت قوات جيبارا إلى قوات تحالف الملايو لتصل إلى 200 سفينة حربية. هاجمت القوات المشتركة من الشمال ونجحت في الاستيلاء على أجزاء من ملقا. لكن البرتغاليين تمكنوا من الرد. تم صد قوات تحالف الملايو، بينما كانت قوات جيبارا لا تزال صامدة.
وفقط بعد وفاة الزعيم انسحبت قوات جيبارا. استمر القتال على الساحل والبحر مما أسفر عن مقتل 2000 جندي من جيبارا. جاءت عاصفة تحطمت مما أدى إلى حبس سفينتين من طراز جيبارا إلى ساحل ملقا، وأصبحت فريسة للبرتغاليين. جنود جيبارا الذين تمكنوا من العودة إلى جاوة ليس أكثر من نصف أولئك الذين تمكنوا من مغادرة ملقا.
لم تردع ملكة كالينيامات أبدًا. في عام 1565 امتثلت لطلب شعب الهيتو في أمبون للتعامل مع اضطرابات البرتغاليين والهيتيز.

## هجوم ملكة كالينيامات الثاني على البرتغال
في عام 1564، طلب علاء الدين القهار سلطان آتشيه من ديماك المساعدة في مهاجمة البرتغاليين في ملقا. في ذلك الوقت، كانت ديماك تحت قيادة الوصي الذي كان مشبوهًا، يُدعى آريا بانجيري، ابن سنن براواتا. قُتل مبعوث أتشيه. أخيرًا، استمرت أتشيه في مهاجمة ملقا عام 1567 حتى بدون مساعدة جاوة. أصاب الهجوم حالة من الجمود
في عام 1573، طلب سلطان آتشيه مساعدة ملكة كالينيامات لمهاجمة ملقا مرة أخرى. أرسلت الملكة 300 سفينة تحتوي على 15000 جندي من جيبارا. وصلت القوات، بقيادة كي ديمانج لاكسامانا، إلى ملقا في أكتوبر 1574. على الرغم من صد البرتغاليين لقوات آتشيه في ذلك الوقت.
أطلقت قوات جيبارا التي تأخرت في الوصول النار على الفور على ملقا من مضيق ملقا. في اليوم التالي، هبطوا وقاموا ببناء دفاع. لكن في النهاية اخترق البرتغاليون الدفاع. اشتعلت النيران في إجمالى 30 سفينة من جيش جيبارا. بدأت جيبارا تشعر بالضغوط، لكنها ما زالت ترفض محادثات السلام لأنها كانت مربحة للغاية بالنسبة للبرتغاليين. وفي الوقت نفسه، استولى البرتغاليون على ما يصل إلى ست سفن إمداد أرسلتها ملكة كالينيامات. كانت جيش جيبارا يضعفون وقرروا العودة إلى ديارهم. من العدد الأولي الذي أرسلته ملكة كالينيامات، وصل حوالي الثلث فقط إلى جاوة.
على الرغم من تعرضها لهزيمتين، إلا أن ملكة كالينيامات أظهرت أنها امرأة شجاعة. حتى البرتغاليون سجلوها باسم Rainha de Japara، senhora poderosa e rica، de kranige Dame، والتي تعني «ملكة جيبارا، امرأة غنية وقوية، امرأة شجاعة».

## أطفال متبنون
ليس للملكة كالينيامات أطفال بيولوجيين، لكن ملكة كالينيامات مكلفة برعاية أخيها وأبناء عمومتها عندما كانوا أطفالًا، وهم:
- أمير تيمور رانجا جومينا

وهو الابن الأصغر للسلطان ترينجانا الذي أصبح فيما بعد وصيًا على ماديون.
- آريا بانجيري

كان ابن سنن براواتا الذي أصبح فيما بعد حاكم ديماك،  ولكن قبل ذلك أصبح ملك باجانغ بلقب سلطان نجاوانتيبورا. في ذلك الوقت بمساعدة بانيمبهان قدوس في عام 1583، نجح في اعتلاء عرش مملكة بجانغ ليحل محل السلطان هاديوجايا الذي توفي بسبب المرض بعد عودته من الحرب مع ماتارام ضد ابنه بالتبني، سوتاويجايا. بعد وفاة هاديويجايا، كان هناك صراع على العرش بين أمير بناوا ابن السلطان هاديويجايا نفسه وآريا بانجيري، صهره، والتي فازت بها آريا بانجيري. ومع ذلك، كانت حكومة آريا بانجيري منشغلة فقط بالسعي للانتقام من ماتارام حتى تم إهمال حياة شعب باجانغ. هذا جعل أمير بينوا الذي تم إقصاؤه لجيبانج قلقًا. في عام 1586، تحالف بعد ذلك مع سوتاويجايا بغزو باجانغ. آريا بانجيري خسر. ثم عاد إلى وطنه، ديماك.
- أمير جيبارا آريا

هو ابن عم راتو كالينيامات وهو ابن راتو أيو كيرانا (أخت السلطان ترينجانا). كان والد أمير آريا جيبارا مولانا حسن الدين، أول ملوك بانتين. عندما توفي مولانا يوسف، ثاني ملوك بانتن عام 1580، كان ولي عهده لا يزال صغيراً. أمير آريا جيبارا يعتزم اغتصاب العرش. أعقبت المعارك في بانتين. ومع ذلك، أُجبر أمير جيبارا على الاستقالة بعد وفاة القائد كي ديمانج لاكسامانا على يد باتيه مانجكوبومي، سلطنة بانتين. ثم عاد أمير آريا جيبارا إلى مملكة كالينيامات، واتضح أن قصر كالينيامات قد تعرض لهجوم من قبل بانيمبهان سينوباتي، وجاءت قوات بانيمبهان سينوباتي من ماتارام لغزو جيبارا واحتلالها ودمرت مدينة كالينيامات.

## بديل ملكة كالينيامات
توفيت ملكة كالينيامات حوالي عام 1579. ودفن بالقرب من قبر أمير كالينيامات في قرية مانتينجان بمقاطعة تاهونان في منطقة جيبارا.
كان والد أمير أريا جيبارا مولانا حسن الدين، أول ملوك بنتن. عندما توفي مولانا يوسف، ثاني ملوك بنتن، في عام 1580، كان ولي عهده لا يزال شابًا. أمير آريا جيبارا يعتزم اغتصاب العرش. وقعت المعركة في بنتن. أُجبر أمير جيبارا على الاستقالة بعد وفاة قائده كي ديمانغ لاكسامانا على يد باتيه مانجكوبومي من سلطنة بنتن.